# گورس این نیوزیلند

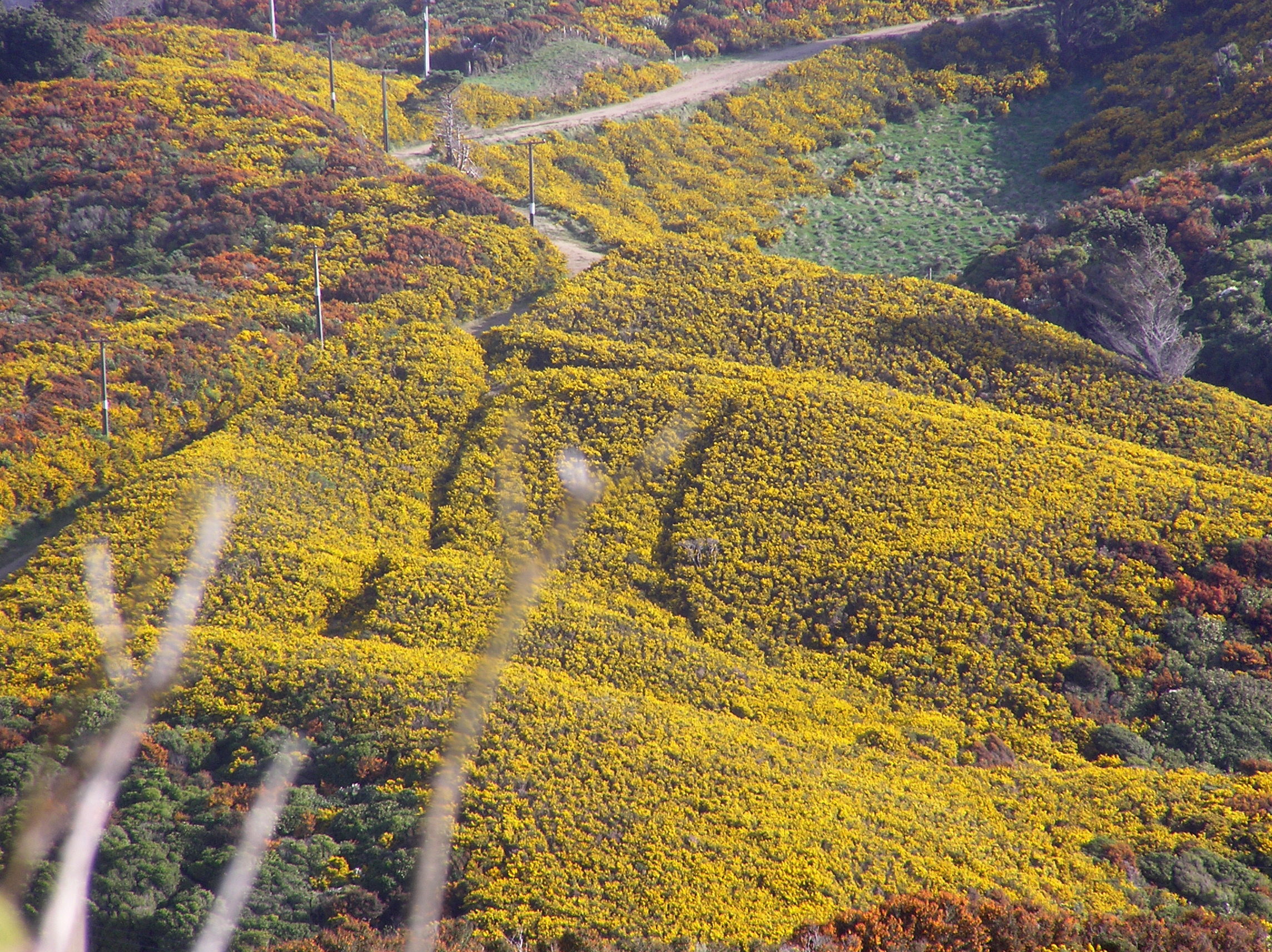
دامنه تپه‌ای که پوشش جنگلی گورس را پوشانده و قبلاً برای کشاورزی از جنگل‌های بومی پاک‌سازی شده بود، ولینگتون، نیوزیلند

گورس (اولکس فرنگی) در مراحل اولیه سکونت اروپاییان به نیوزیلند معرفی شد. اکنون این گیاه یک گونه گیاهی مهاجم عمده است که میلیون‌ها دلار برای کنترل آن هزینه می‌شود.

## آشنایی با نیوزیلند
این گیاه که در مراحل بسیار اولیه سکونت اروپاییان از اروپای غربی معرفی شد، توسط چارلز داروین در طول سفرش از طریق آب‌های نیوزیلند در سال ۱۸۳۵ به عنوان گیاهی که در پرچین‌های خلیج جزایر رشد می‌کرد، ثبت شد. گسترش و توسعه آن به عنوان یک علف هرز در آب و هوای معتدل نیوزیلند سریع بود، اما مهاجران نتوانستند این تهدید را تشخیص دهند؛ واردات بذر سرو کوهی ادامه یافت و کاشت عمدی آن تا دهه ۱۹۰۰ میلادی انجام شد.

## موارد استفاده
از دهه ۱۸۵۰ میلادی، از گورس برای ایجاد پرچین و بادشکن در دشت‌های کانتربری استفاده می‌شده است. این بادشکن‌ها روی هم رفته ۳۰۰۰۰۰ کیلومتر طول دارند.

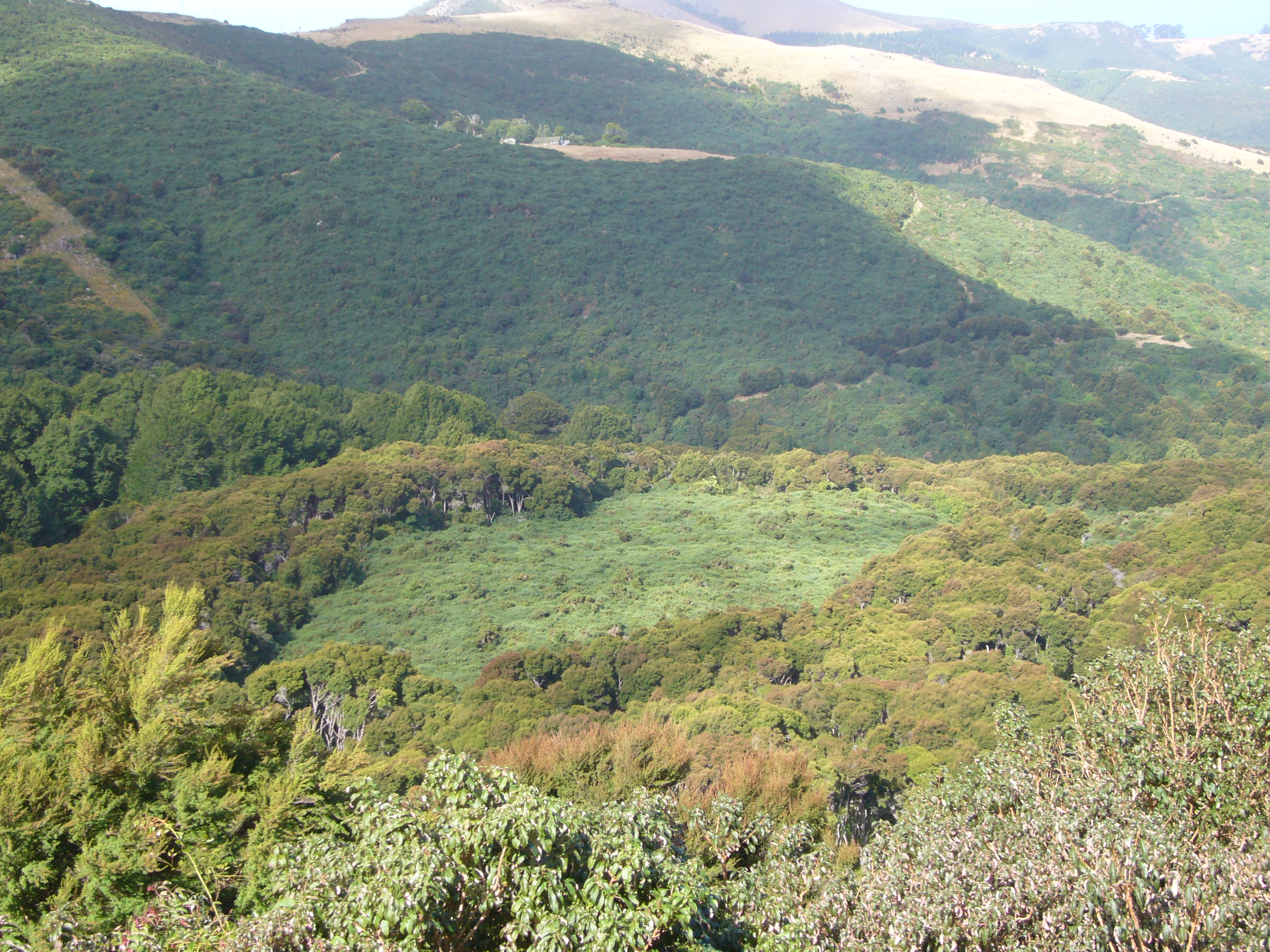
قطعه‌ای از جنگل‌های اورس که توسط بوته‌های بومی در حال رشد در منطقه حفاظت‌شده هینوی در شبه‌جزیره بنکس احاطه شده است.

مشخص شده است که گورس برای بسیاری از گونه‌ها جهت بازسازی بوته‌های بومی، یک نهالستان مفید تشکیل می‌دهد. وقتی جوان هستند، بوته‌های سرو کوهی بسیار متراکم هستند. با بزرگتر شدن، آنها «پادار» می‌شوند و شرایط ایده‌آلی را برای جوانه زدن و رشد دانه‌های بومی فراهم می‌کنند. نهال‌های بومی از میان سرو کوهی رشد می‌کنند، نور آن را قطع می‌کنند و در نهایت جایگزین آن می‌شوند. این تکنیک با موفقیت و در مدت زمان کوتاهی در منطقه حفاظت‌شده هینوای در شبه‌جزیره بنکس در حال کار است.

## مشکلات

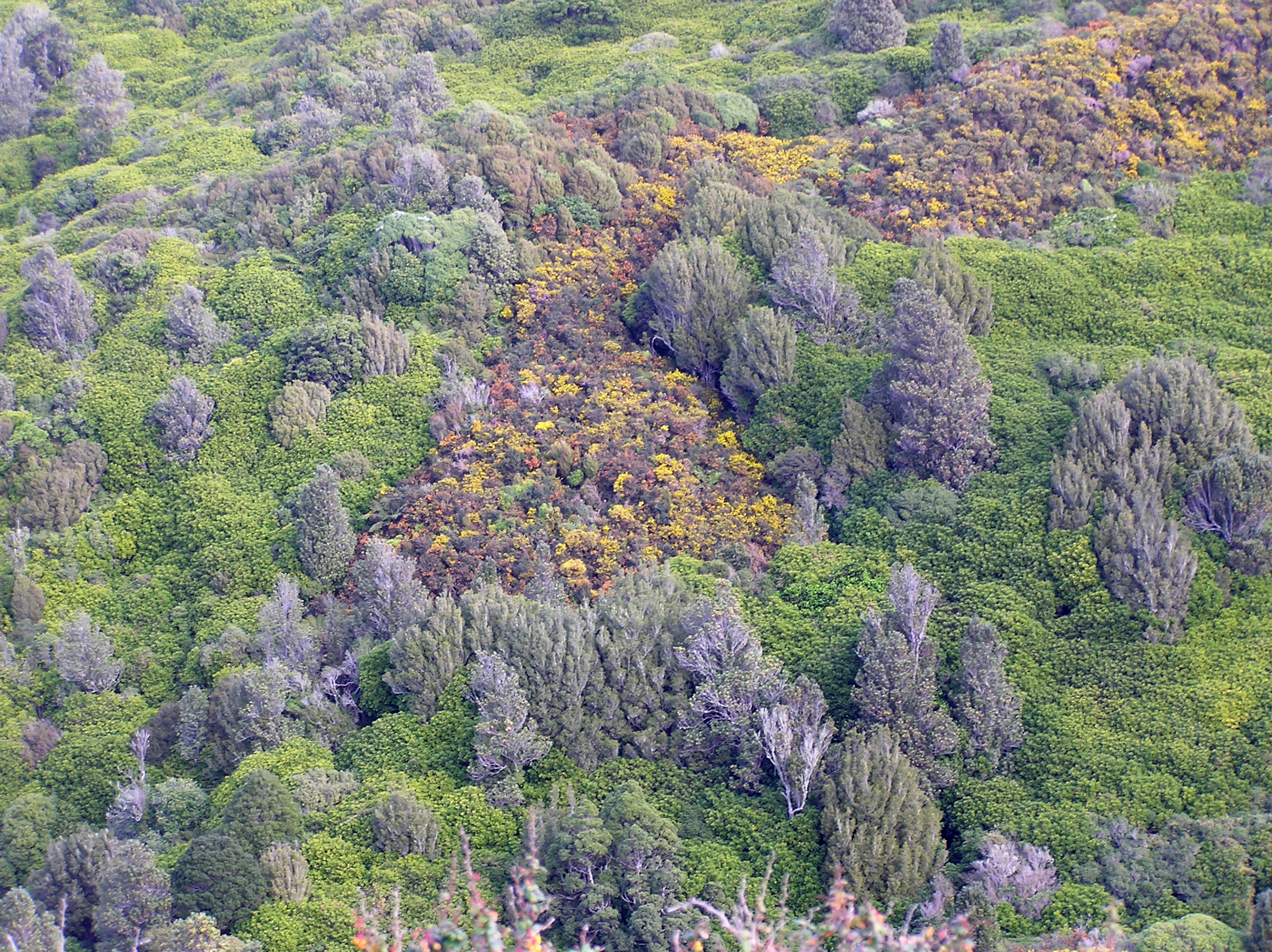
مثالی از اینکه سرو کوهی یکی از سریع‌ترین گیاهانی است که مناطق جنگلی دست‌خورده را به‌طور کامل اشغال می‌کند، ولینگتون، نیوزیلند

این معرفی منجر به هجوم گسترده و گسترده در صدها هکتار شد که در اواخر دهه ۱۹۴۰ به اوج خود رسید. این موضوع از اوایل سال ۱۸۶۱ به عنوان یک تهدید شناخته شد و شورای استانی در نلسون قانونی را برای جلوگیری از کاشت پرچین‌های سرو کوهی تصویب کرد. این بذر می‌تواند تا ۵۰ سال روی زمین به صورت خفته باقی بماند و پس از حذف حشرات کامل، به سرعت جوانه می‌زند. متأسفانه، اکثر روش‌های از بین بردن گیاهان بالغ سرو کوهی، مانند سوزاندن یا از بین بردن آنها با بولدوزر، شرایط ایده‌آلی را برای جوانه زدن بذرهای سرو کوهی ایجاد می‌کنند و ریشه‌کنی کامل آنها با فناوری فعلی غیرممکن به نظر می‌رسد. گورس اکنون یکی از شناخته‌شده‌ترین علف‌های هرز کشاورزی در نیوزیلند است. این منطقه ۷۰۰٬۰۰۰ هکتار (۱٬۷۰۰٬۰۰۰ جریب فرنگی) با تراکم‌های مختلف پوشش می‌دهد - در مجموع ۵٪ از مساحت نیوزیلند، بدون احتساب جنگل‌های بومی موجود، مناطق نیمه‌آلپی و آلپی با پوشش گیاهی. گورس به پرهزینه‌ترین علف هرز نیوزیلند برای کنترل تبدیل شد، که تخمین زده می‌شود تا اوایل دهه ۱۹۸۰ سالانه ۲۲ میلیون دلار هزینه داشته باشد.

## کنترل بیولوژیکی
زمینه‌های تحقیقاتی فعلی شامل مدیریت فعال عوامل کنترل، توسعه یک علف‌کش زیستی و استفاده از مدل‌سازی است.
کنترل بیولوژیکی آفات سرو کوهی از دهه ۱۹۲۰ مورد بررسی قرار گرفته است. هفت مأمور مختلف در نیوزیلند آزاد شده‌اند. نتایج متفاوت بوده‌اند، اما به‌طور کلی نه حشرات تغذیه‌کننده از دانه و نه حشرات تغذیه‌کننده از برگ، آسیب کافی برای استفاده به عنوان یک عامل کنترل مستقل ایجاد نمی‌کنند.